# Anché (Vienne)
Pour les articles homonymes, voir Anché.
Anché est une commune du Centre-Ouest de la France, située dans le département de la Vienne en région Nouvelle-Aquitaine.

## Géographie

### Localisation
Le bourg est situé dans le département de la Vienne, à côté de Couhé. C'est un village fleuri arrosé par quatre rivières : le Clain, la Bouleure, la Dive et le Pontreau.
Les lieux-dits de la commune sont :
- le Couyou
- Moisseau
- la Cluzaudière
- L'Ognon
- Villenon
- Sichard
- Moisais (en partie)
- le Courtioux
- le Plessis
- le Pontreau (en partie)

### Communes limitrophes
|                   | Vivonne | Marnay                  |
| Voulon            | d'Anché |                         |
| Valence-en-Poitou |         | Champagné-Saint-Hilaire |

### Géologie et relief
La région d'Anché présente un paysage de plaines vallonnées plus ou moins boisées et de vallées. Le terroir se compose :
- de Terres Rouges pour 3 % sur les plateaux : ce sont des sols couleur acajou, siliceux, dérivés d’argiles ferrugineuses à silex provenant d’épandages superficiels du Massif Central ;
- d'argile à silex et de bornais (ce sont des sols brun clair sur limons, profonds et humides, à tendance siliceuse) pour respectivement 41 % et 3 % situés sur les plateaux du seuil du Poitou ;
- de groies pour 36 % sur les plaines calcaires : les groies sont des terres du sud-ouest de la France, argilo-calcaires, peu profondes  - en général de moins de 50 cm d’épaisseur – et  plus ou moins riches en cailloux. Elles sont fertiles et saines et donc, propices à la polyculture céréalière mais elles s’assèchent vite ;
- de 18 % de calcaire qui se trouve dans les vallées alluviales[1].

La commune se situe en partie sur le horst de Champagné-Saint-Hilaire.

### Hydrographie
La commune est traversée par 8 km de cours d'eau, avec comme rivières principales le Clain sur une longueur de 6 km et la Bouleure sur une longueur de 2 km.

### Climat
Pour des articles plus généraux, voir Climat de la Nouvelle-Aquitaine et Climat de la Vienne.
Historiquement, la commune est exposée à un climat océanique du nord-ouest.
En 2020, Météo-France publie une typologie des climats de la France métropolitaine dans laquelle la commune est exposée à un climat océanique altéré et est dans la région climatique Poitou-Charentes, caractérisée par un bon ensoleillement, particulièrement en été et des vents modérés.
Pour la période 1971-2000, la température annuelle moyenne est de 11,9 °C, avec une amplitude thermique annuelle de 14,6 °C. Le cumul annuel moyen de précipitations est de 801 mm, avec 11,7 jours de précipitations en janvier et 6,9 jours en juillet. Pour la période 1991-2020, la température moyenne annuelle observée sur la station météorologique la plus proche, située sur la commune de La Ferrière-Airoux à 10,15 km à vol d'oiseau, est de 12,4 °C et le cumul annuel moyen de précipitations est de 762,1 mm,. Pour l'avenir, les paramètres climatiques de la commune estimés pour 2050 selon différents scénarios d'émission de gaz à effet de serre sont consultables sur un site dédié publié par Météo-France en novembre 2022.

## Urbanisme

### Typologie
Au 1er janvier 2024, Anché est catégorisée commune rurale à habitat dispersé, selon la nouvelle grille communale de densité à sept niveaux définie par l'Insee en 2022.
Elle est située hors unité urbaine. Par ailleurs la commune fait partie de l'aire d'attraction de Poitiers, dont elle est une commune de la couronne,. Cette aire, qui regroupe 97 communes, est catégorisée dans les aires de 200 000 à moins de 700 000 habitants,.

### Occupation des sols
L'occupation des sols de la commune, telle qu'elle ressort de la base de données européenne d’occupation biophysique des sols Corine Land Cover (CLC), est marquée par l'importance des territoires agricoles (69 % en 2018), une proportion sensiblement équivalente à celle de 1990 (68,8 %). La répartition détaillée en 2018 est la suivante : 
terres arables (56,6 %), forêts (31 %), zones agricoles hétérogènes (6,3 %), prairies (6,1 %). L'évolution de l’occupation des sols de la commune et de ses infrastructures peut être observée sur les différentes représentations cartographiques du territoire : la carte de Cassini (XVIIIe siècle), la carte d'état-major (1820-1866) et les cartes ou photos aériennes de l'IGN pour la période actuelle (1950 à aujourd'hui).

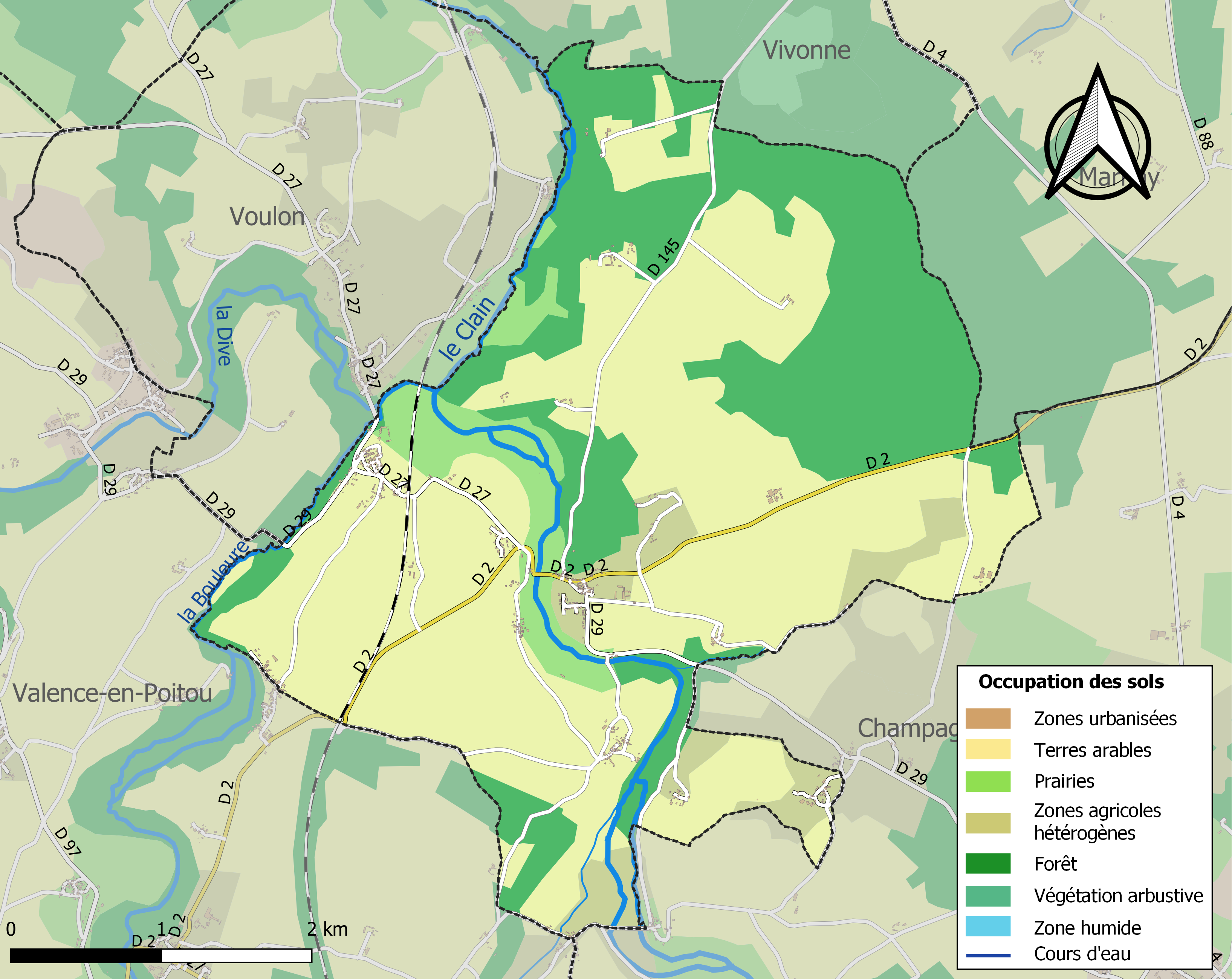
Carte des infrastructures et de l'occupation des sols de la commune en 2018 (CLC).

### Risques majeurs
Le territoire de la commune d'Anché est vulnérable à différents aléas naturels : météorologiques (tempête, orage, neige, grand froid, canicule ou sécheresse), inondations, mouvements de terrains et séisme (sismicité modérée). Il est également exposé à un risque technologique, le transport de matières dangereuses, et à un risque particulier : le risque de radon. Un site publié par le BRGM permet d'évaluer simplement et rapidement les risques d'un bien localisé soit par son adresse soit par le numéro de sa parcelle.

#### Risques naturels
Certaines parties du territoire communal sont susceptibles d’être affectées par le risque d’inondation par débordement de cours d'eau, notamment le Clain, la Dive du Sud et la Bouleure. La commune a été reconnue en état de catastrophe naturelle au titre des dommages causés par les inondations et coulées de boue survenues en 1982, 1993, 1995, 1999 et 2010,.

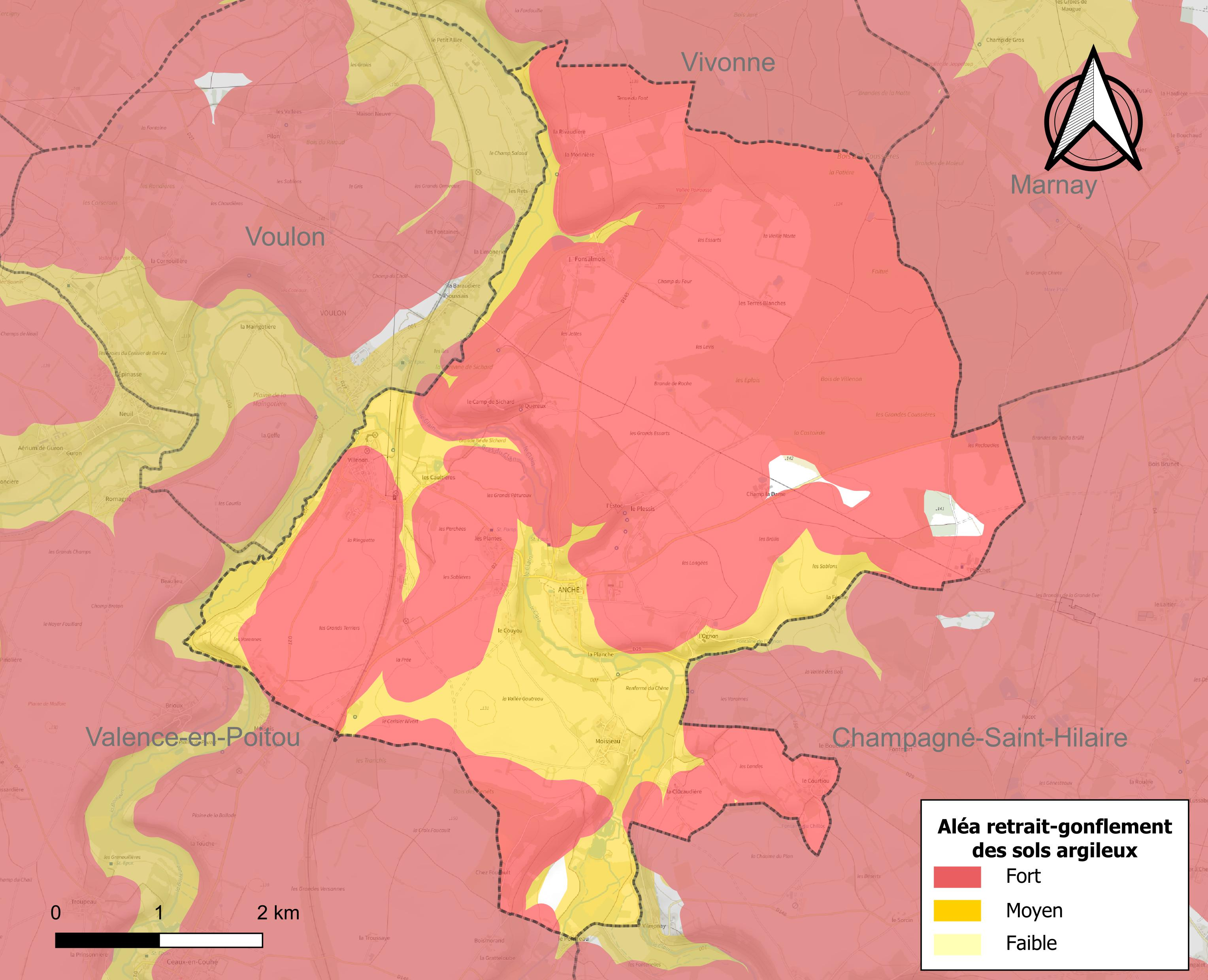
Carte des zones d'aléa retrait-gonflement des sols argileux d'Anché.

Les mouvements de terrains susceptibles de se produire sur la commune sont des affaissements et effondrements liés aux cavités souterraines (hors mines) et des tassements différentiels. Afin de mieux appréhender le risque d’affaissement de terrain, un inventaire national permet de localiser les éventuelles cavités souterraines sur la commune. Le retrait-gonflement des sols argileux est susceptible d'engendrer des dommages importants aux bâtiments en cas d’alternance de périodes de sécheresse et de pluie. 98,7 % de la superficie communale est en aléa moyen ou fort (79,5 % au niveau départemental et 48,5 % au niveau national). Depuis le 1er octobre 2020, en application de la loi ÉLAN, différentes contraintes s'imposent aux vendeurs, maîtres d'ouvrages ou constructeurs de biens situés dans une zone classée en aléa moyen ou fort,.
La commune a été reconnue en état de catastrophe naturelle au titre des dommages causés par des mouvements de terrain en 1999 et 2010.

#### Risque particulier
Dans plusieurs parties du territoire national, le radon, accumulé dans certains logements ou autres locaux, peut constituer une source significative d’exposition de la population aux rayonnements ionisants. Selon la classification de 2018, la commune d'Anché est classée en zone 3, à savoir zone à potentiel radon significatif.

## Toponymie
Le nom de la localité est attesté dans ce passage écrit « Anciacus [villa in vicaria Vitvedonense] » dès 969 (dans le cartulaire de l'abbaye de Saint Cyprien), puis sous la forme Anschec en 1085.
Il s'agit d'une formation toponymique gauloise ou gallo-romaine en -(i)acum, suffixe de localisation et de propriété d'origine gauloise, précédé de l’anthroponyme latin Ansius, Antius.

## Histoire

### Antiquité
L'existence de vestiges d'un fanum et de deux sarcophages de chrétiens ayant vécu au IVe ou Ve siècle indiquent qu'Anché était déjà habitée à l'époque du Bas-Empire romain. Cependant, les premières références à Anché dans les documents datent du IXe siècle.

### Moyen Âge et Époque moderne
Durant la seconde moitié du XIIe siècle, la première église d'Anché est construite, et le premier château doit avoir été construit à la même époque, mais aucun seigneur de ces terres ne peut être établi avec certitude jusqu'à la fin du XVe siècle. Cependant, quelques personnes originaires d'Anché sont mentionnées à cette époque : en 1112, les neveux d'un certain d'Anché firent une donation à l'abbaye de Nouaillé, et en 1216, un certain Pierre d'Anché fut témoin d'une renonciation à la même abbaye.
Puis, en 1242, un certain Hugues d'Anché combattu dans la guerre de Saintonge au service d'Hugues X de Lusignan, comte de La Marche, depuis que le roi s'était emparé de ses terres. Deux ans plus tard, la vente de ses terres et de ses biens est enregistrée aux comptes d'Alphonse de Poitiers. Enfin, on trouve en 1319 la mention d'un autre Hugues d'Anché avec Jeanne du Bois, son épouse, car ils firent donation à l'abbaye de Valence de la moitié de l'hébergement de La Douce (dans la châtellenie de Château-Larcher, Vienne), qu'ils avaient conjointement avec les héritiers de feu Pierre et Jean d'Anché, ses frères.
A la fin du XVe siècle, le nom d'Anché recommence à apparaître de manière continue dans les archives lorsque trois frères élèvent la famille d'Anché jusqu'à la petite noblesse du Poitou. A cette époque, il semble que les seigneurs d'Anché soient les frères Raoul et Jean de Vivonne (les fils de Renaud, seigneur de Marigny).
- Bertrand d'Anché (♰ avant le 6 mars 1521), seigneur de Bessé et de La Bretinière (à Sommières-du-Clain, à partir de 1491). Fondateur de la branche des seigneurs de Bessé, disparue en 1752. Ils furent également seigneurs du Plessis (à Anché), de Boiscoursier et de La Vergne (à Marnay), de Valenfray (a Sommières-du-Clain), du Treuil (à Dolus-d'Oléron, à partir de 1658), de La Borie, de La Baronnière et du Chambon. Il épousa Jeanne de Bremetot (fille de Jean, écuyer, et de Guillemette Boissiec), et ils eurent au moins trois enfants : Gabriel (♰ av. 1558, épousé avec Madeleine du Breuil-Hélion en 1514), Pierre (épousé avec Françoise Rivault de Boiscoursier) et Catherine.
- Guillaume d'Anché (♰ avant le 9 novembre 1518), écuyer, seigneur de Fayolle à Montjean, homme d'armes en 1474 et 1491. Fondateur de la seule branche de la famille qui subsiste à ce jour : la branche des seigneurs du Puy-d'Anché (anciennement Puyboyer, à Sauzé-Vaussais). Ils furent aussi seigneurs du Fief-Richard (à Lorigné), du Bourgneuf et de La Grière (à Prailles), de Puyviault (à Saint-Sulpice-en-Pareds ?), de Vivonne, de La Salle, de La Bourgonnière, de La Chaize et des Renardières. Il épousa par contrat à Chaunay le 22 février 1480 avec Marie Égyptienne Turpin, dame de Puyboyer (fille de Louis, écuyer, seigneur de Jouhé à Pioussay, et de Marguerite d'Alloue). Ils eurent au moins trois enfants : Charles (épousé avec Anne Lauvergnat en 1518), Catherine (épousée avec Hugues de Villedon en 1514) et François.
- Pierre d'Anché (♰ après le 8 juin 1501), écuyer du Roi, seigneur de La Brousse (à Sommières-du-Clain). Il était le plus illustre des trois frères, résidant à la cour du duc d'Orléans à Blois et du duc de Bourbon à Moulins. En 1489, 1492 et 1497, il fut commissaire aux revues des compagnies du roi, et composa ensuite plusieurs poèmes qui furent imprimés à Poitiers au XVIe siècle. Malgré tous ces succès, il ne semble pas avoir laissé de descendance, mais il se maria deux fois, son premier mariage vers 1480 avec Isabeau de Pardaillan (fille de Jean, seigneur de Château-Larcher) et le second après 1488 avec Guyonne de Chabannais, dame de La Brousse (fille d'Aymar, écuyer, seigneur de Comporté à Saint-Macoux, et de Marie de Saint-Gelais). Par le testament de sa seconde épouse en 1520, on sait que le fief de La Brousse fut hérité par son neveu, Jean III de Chabannais, donc si Pierre eut des enfants, ce fut de son premier mariage.

La seigneurie d'Anché, après avoir appartenu aux d'Anché et aux Vivonne au XVe siècle, passa à une branche cadette de la famille du Bellay vers 1620, dont Claude du Bellay fut le premier seigneur. Né à Thouars vers 1625, gentilhomme du duc de La Trémoille, il épousa Marie Rogier (fils de Jean, seigneur d'Irais) et dut fuir la France avec elle en 1682 à la suite de la révocation de l'édit de Nantes. Il se réfugia dans le Brandebourg et mourut le 4 mai 1694 à Berlin sans descendance.
En revanche, la seigneurie du Plessis appartint à la famille d'Anché jusqu'en 1558, date à laquelle elle passa à la famille de La Grèze à la suite de l'union de Marie d'Anché avec Gabriel de La Grèze, seigneur de Traversay (à Chaunay). Ils resteront propriétaires du fief jusqu'en 1581, date à laquelle Renée de La Gréze épouse César Chasteigner, seigneur du Rouvre. Dès lors jusqu'au début du XIXe siècle, Le Plessis, ainsi que d'autres parties mineures d'Anché, furent sous le domaine de la famille Chasteigner.
Outre les seigneuries d'Anché et du Plessis, il y avait deux autres seigneuries sur la commune d'Anché :
- Villenon, considéré comme le centre du village gallo-romain. Son château a été construit au XVIe siècle et appartenait aux familles de Vivonne (≈1500), La Béraudière (1548), Aubaneau (≈1660), Jouslard (1751) et Le Comte (1765). Une chapelle fut construite à proximité du château en 1732[29].
- Fonsalmois, situé à la limite nord de la commune. Sa chapelle a été construite au XIVe siècle, et son château aux XVIe et XVIIe siècles. Il appartenait aux familles Rechignevoisin de Guron (≈1505) et les Venault de Bourleuf (1801). D’autres familles ont été sieurs de Fonsalmois : Merveillaud (1678), Raby, Le Cocq (≈1735) et Ague de La Voûte (1761)[30].

### Époque contemporaine
Le 28 juillet 1853, la gare d'Anché-Voulon est inaugurée, reliant la commune par train à Poitiers, Angoulême et Bordeaux, et dans la même décennie, l'église Saint-Martin est reconstruite, même si elle conserve de nombreux éléments de la fin du Moyen Âge.

## Politique et administration

### Liste des maires
| Période                                  | Période    | Identité                   | Étiquette | Qualité                                                                   |
| ---------------------------------------- | ---------- | -------------------------- | --------- | ------------------------------------------------------------------------- |
| 1832                                     | 1852       | Pierre Granier             |           |                                                                           |
| 1852                                     | 1868       | Louis Proust               |           |                                                                           |
| 1868                                     | 1903       | Ernest Venault             |           |                                                                           |
| 1903                                     | 1906       | Joseph Beauchamp           |           |                                                                           |
| 1906                                     | avril 1945 | Joseph Venault de Bourleuf |           |                                                                           |
| avril 1945                               | mars 1971  | André Venault de Bourleuf  | CNIP      | Conseiller général du canton de Couhé (1953-1967), agriculteur exploitant |
| mars 1971                                | juin 1995  | Jean-Baptiste Perthuis     |           |                                                                           |
| juin 1995                                | mars 2008  | François de Lauzon         |           |                                                                           |
| mars 2008                                | En cours   | Martine Mousserion         |           |                                                                           |
| Les données manquantes sont à compléter. |            |                            |           |                                                                           |

### Instances judiciaires et administratives
La commune relève du tribunal d'instance de Poitiers, du tribunal de grande instance de Poitiers, de la cour d'appel de Poitiers, du tribunal pour enfants de Poitiers, du conseil de prud'hommes de Poitiers, du tribunal de commerce de Poitiers, du tribunal administratif de Poitiers et de la cour administrative d'appel de Bordeaux, du tribunal des pensions de Poitiers, du tribunal des affaires de la Sécurité sociale de la Vienne, de la cour d’assises de la Vienne.

## Population et société

### Démographie
Les habitants sont appelés les Anchéens.

#### Évolution démographique
L'évolution du nombre d'habitants est connue à travers les recensements de la population effectués dans la commune depuis 1793. Pour les communes de moins de 10 000 habitants, une enquête de recensement portant sur toute la population est réalisée tous les cinq ans, les populations de référence des années intermédiaires étant quant à elles estimées par interpolation ou extrapolation. Pour la commune, le premier recensement exhaustif entrant dans le cadre du nouveau dispositif a été réalisé en 2007.

En 2022, la commune comptait 329 habitants, en évolution de −4,64 % par rapport à 2016 (Vienne : +0,6 %, France hors Mayotte : +2,11 %).
| 1793 | 1800 | 1806 | 1821 | 1831 | 1836 | 1841 | 1846 | 1851 |
| ---- | ---- | ---- | ---- | ---- | ---- | ---- | ---- | ---- |
| 570  | 567  | 705  | 760  | 765  | 635  | 714  | 716  | 909  |

| 1856 | 1861 | 1866 | 1872 | 1876 | 1881 | 1886 | 1891 | 1896 |
| ---- | ---- | ---- | ---- | ---- | ---- | ---- | ---- | ---- |
| 672  | 711  | 692  | 641  | 672  | 751  | 740  | 681  | 557  |

| 1901 | 1906 | 1911 | 1921 | 1926 | 1931 | 1936 | 1946 | 1954 |
| ---- | ---- | ---- | ---- | ---- | ---- | ---- | ---- | ---- |
| 557  | 595  | 643  | 590  | 590  | 567  | 541  | 479  | 431  |

| 1962 | 1968 | 1975 | 1982 | 1990 | 1999 | 2006 | 2007 | 2012 |
| ---- | ---- | ---- | ---- | ---- | ---- | ---- | ---- | ---- |
| 414  | 341  | 255  | 268  | 283  | 282  | 299  | 302  | 352  |

| 2017 | 2022 | - | - | - | - | - | - | - |
| ---- | ---- | - | - | - | - | - | - | - |
| 340  | 329  | - | - | - | - | - | - | - |

#### Pyramide des âges
En 2018, le taux de personnes d'un âge inférieur à 30 ans s'élève à 31,8 %, soit en dessous de la moyenne départementale (35,3 %). De même, le taux de personnes d'âge supérieur à 60 ans est de 25,0 % la même année, alors qu'il est de 28,3 % au niveau départemental.
En 2018, la commune comptait 172 hommes pour 168 femmes, soit un taux de 50,59 % d'hommes, largement supérieur au taux départemental (48,29 %).
Les pyramides des âges de la commune et du département s'établissent comme suit.
| Hommes | Classe d’âge | Femmes |
| ------ | ------------ | ------ |
| 0,6    | 90 ou +      | 1,2    |
| 5,9    | 75-89 ans    | 7,9    |
| 16,4   | 60-74 ans    | 18,0   |
| 22,2   | 45-59 ans    | 21,5   |
| 20,3   | 30-44 ans    | 22,5   |
| 12,7   | 15-29 ans    | 8,8    |
| 21,9   | 0-14 ans     | 20,0   |

| Hommes | Classe d’âge | Femmes |
| ------ | ------------ | ------ |
| 0,9    | 90 ou +      | 2,4    |
| 8,1    | 75-89 ans    | 10,3   |
| 17,9   | 60-74 ans    | 18,1   |
| 19,2   | 45-59 ans    | 18,8   |
| 17,3   | 30-44 ans    | 16,7   |
| 19,4   | 15-29 ans    | 18,2   |
| 17,2   | 0-14 ans     | 15,5   |

## Économie
Les seuls commerces de cette commune sont un bar restaurant, une scierie, une menuiserie, un élevage de pigeons et une fromagerie.
Le bourg possède une aire de loisirs au bord du Clain.
Selon la direction régionale de l'Alimentation, de l'Agriculture et de la Forêt de Poitou-Charentes, il n'y a plus que quinze exploitations agricoles en 2010 contre seize en 2000. Cette baisse du nombre d’exploitations agricoles sur le territoire de la commune s’inscrit dans une évolution globale qui touche l’ensemble du département de la Vienne puisque de 2000 à 2007, 660 exploitations ont disparu soit -16 %. Pour l’avenir, une inquiétude demeure quant à la pérennité et à la transmission de ces exploitations agricoles du fait du vieillissement la population agricole. En outre, c’est la tranche des moins de 40 ans qui est concernée par la baisse des effectifs. Ce phénomène concerne également dans une moindre mesure, la tranche des 40 à 49 ans. Ceci illustre les difficultés auxquelles sont confrontées les jeunes agriculteurs pour s’installer et faire perdurer leur exploitations.
Les surfaces agricoles utilisées sont passées de 1 032 hectares en 2010 contre 939 hectares en  2000. 51 % sont destinées à la culture des céréales (blé tendre surtout, orge et maïs), 8 % pour le fourrage, 23 % pour les oléagineux (colza et un peu de tournesol) et 8 % reste en herbes.
Il y a un peu d'élevage de bovins (180 têtes en 2010 contre 204 têtes en 2000) et d'ovins (22 têtes en 2010, inexistant en 2000).

## Culture locale et patrimoine

### Lieux et monuments
- Gare d'Anché-Voulon
- L'église romane est dédiée à saint Martin comme à peu près 4 000 autres édifices en France (8 000 en Italie). Saint Martin était très populaire au Moyen Âge. Elle date des XIIe et XIIIe siècles. Elle est intéressante pour ses petits modillons et ses sarcophages du Bas-Empire[2].
- Ancien moulin à farine restauré, situé sur les rives de la Bouleure.
- Pigeonnier.
- Château de Villenon dont le portail est inscrit comme monument historique depuis 1990.

### Personnalités liées à la commune
- Famille d'Anché (Pierre, Guillaume, Bertrand, Gabriel, René, Sébastien, Jean, Jean Isaac et Louis).

### Héraldique
| Blason de Anché (Vienne) | Blason  | D'argent au lion de sable.                       |
| Blason de Anché (Vienne) | Détails | Le statut officiel du blason reste à déterminer. |